# Douglas megye (Oregon)
Douglas megye az Amerikai Egyesült Államokban, azon belül Oregon államban található. Megyeszékhelye és legnagyobb városa Roseburg. Lakosainak száma 111 201 fő (2020. április 1.).

## Szomszédos megyék
- Lane megye (észak)
- Klamath megye (kelet)
- Jackson megye (dél)
- Josephine megye (dél)
- Curry megye (délnyugat)
- Coos megye (nyugat)

## Népesség
A megye népességének változása:
| Lakosok száma | 107 651 | 107 293 | 107 166 | 106 940 | 107 685 | 111 201 |
|               | 2010    | 2011    | 2012    | 2013    | 2015    | 2020    |